# Kp Banyumas
Kp Banyumas is een bestuurslaag in het regentschap Rejang Lebong van de provincie Bengkulu, Indonesië. Kp Banyumas telt 1540 inwoners (volkstelling 2010).